# Esperança (mitologia)

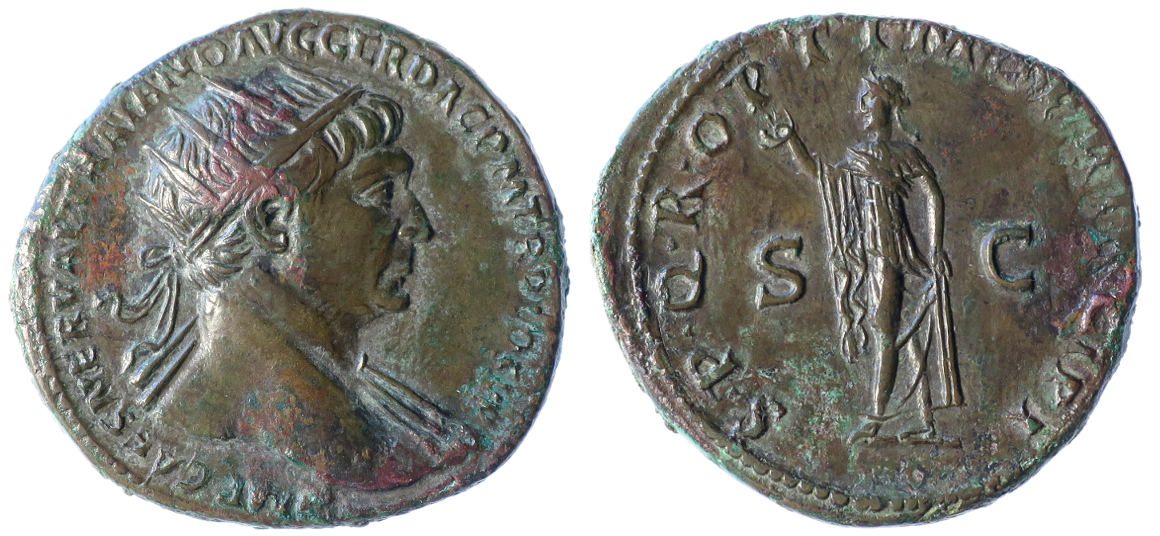
Uma antiga moeda romana com Spes num dos lados.

Na antiga religião romana, Spes (pronuncia-se [ˈspeːs]) era a deusa da esperança. Vários templos para Spes são conhecidos, e as inscrições indicam que ela recebeu devoção privada, bem como culto estatal.

## Esperança Republicana

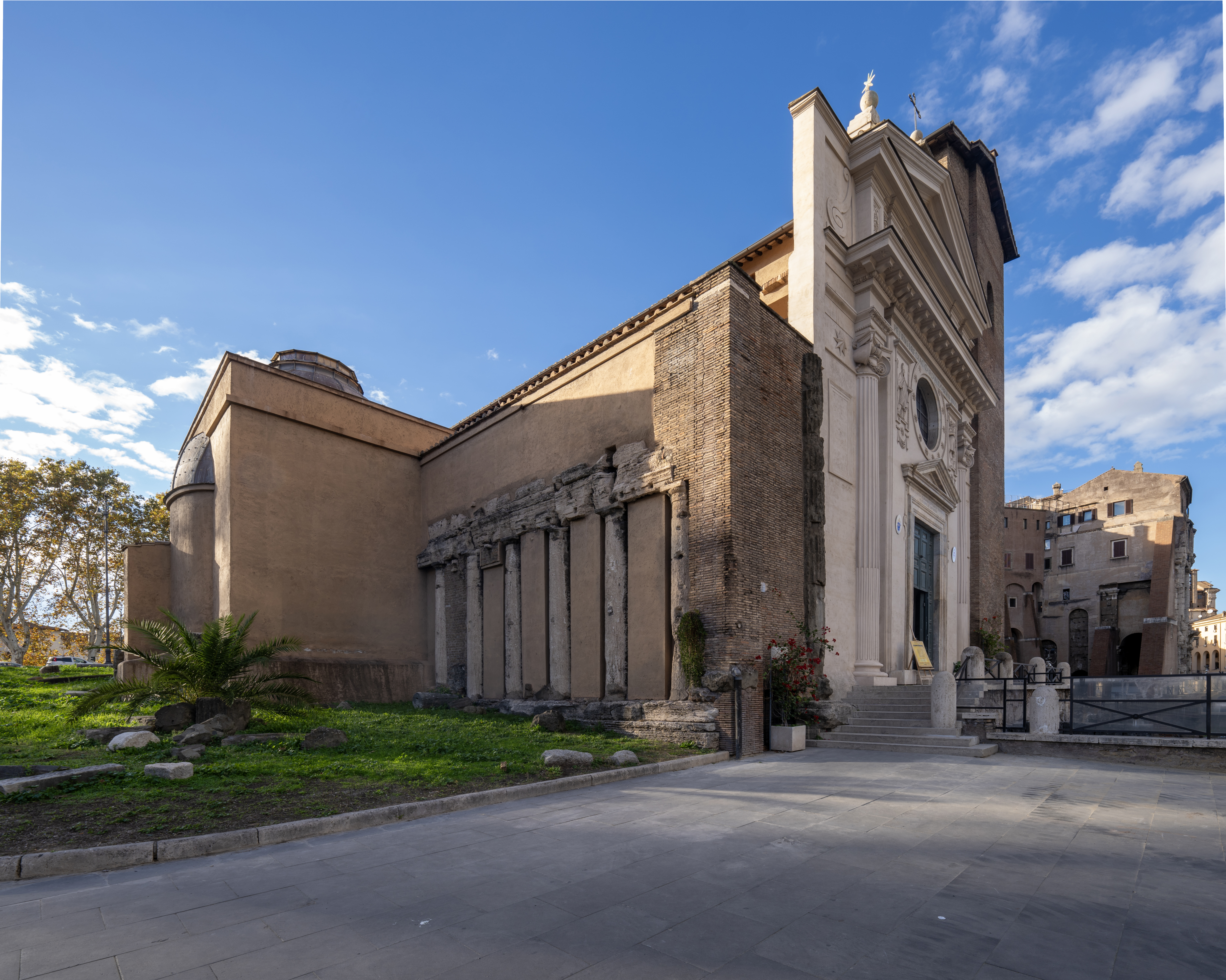
Colunas do Templo de Spes no Forum Holitorium foram incorporadas na Basílica de São Nicolau no Cárcere

Durante a República, um templo para a "antiga Esperança" (Spes vetus) deverá ter sido localizado próximo ao Portão Prenestino. Foi associado a eventos que ocorreram no século V a.C., mas a sua existência tem sido posta em causa, sendo considerado que tenha sido apenas um santuário privado. 
Um templo bem documentado de Spes foi construído por Aulus Atilius Calatinus junto com Fides, como resultado de votos feitos à deusa durante a Primeira Guerra Púnica.
Já em Cápua, em 110 a.C., um templo foi construído para a tríade de Spes, Fides e Fortuna.

## Esperança Imperial
Spes foi uma das personificações divinas no culto imperial das Virtudes. Spes Augusta era a Esperança associada à capacidade do imperador como Augusto para garantir condições abençoadas.
Como Salus ("Salvação, Segurança"), Ops ("Abundância, Prosperidade") e Vitória ("Vitória"), Spes era um poder que tinha que vir dos deuses, em contraste com os poderes divinos que residiam dentro do indivíduo, como Mens ("Inteligência"), Virtus ("Virtude") e Fides ("Fé, Fidelidade, Confiabilidade"). 

## Elpis, a versão Grega
A contraparte grega de Spes era Elpis, que, ao contrário, não tinha culto formal na Grécia. O principal mito no qual Elpis desempenha um papel é a história de Pandora. Os gregos tinham sentimentos ambivalentes ou mesmo negativos sobre "esperança", e o conceito não era importante nos sistemas filosóficos dos estóicos e epicuristas.

## Leituras sugeridas
- Clark, Mark Edward. "Spes in the Early Imperial Cult: 'The Hope of Augustus'." Numen 30.1 (1983) 80–105.
- Chisholm, Hugh, ed. (1911). «Spes». Encyclopædia Britannica (em inglês) 11.ª ed. Encyclopædia Britannica, Inc. (atualmente em domínio público)